# La sopa boba
La sopa boba es una serie de televisión española, producida por Miramón Mendi para su emisión en Antena 3. Se estrenó el 24 de mayo de 2004, en forma de tira diaria de lunes a viernes a las 15:45 horas, en la sobremesa del canal. El proyecto estuvo protagonizado por Lolita Flores, María Barranco, Luisa Martín e Iñaki Miramón, entre otros y fue desarrollada por los creadores de Aquí no hay quien viva. La emisión se mantuvo en antena hasta el 3 de diciembre de 2004, con un total de 115 episodios emitidos.

## Argumento
La sopa boba narra la experiencia de Julia (interpretada por Lolita Flores), quien tras su divorcio, debe hacerse cargo de un negocio ruinoso, que tratará de sacar adelante. Junto a Julia, ayudándola, estarán sus tres hijos, su mejor amiga, Alma (María Barranco) y un grupo de empleados ineficaces y desastrosos: entre ellos Luis (Iñaki Miramón), su mujer Carmen (Luisa Martín) y Yago (el cantante Alex Casademunt). El reparto lo completan Patricia (Mabel Lozano) y Pedro (Juan Fernández), entre otros. Julia se divorcia, comienzan los problemas. El divorcio deja a Julia, al cargo de sus tres hijos y con la "cesión" por parte de su exmarido de un ruinoso hostal, un mini-market y un taller destartalado. La verdadera intención de su ex es que Julia fracase estrepitosamente y vuelva a su lado derrotada. Con la ayuda de su mejor amiga, Alma, tratará de sacar a flote el negocio. Pero Julia no lo va a tener nada fácil. Sus empleados son una panda de trabajadores ineficaces y desastrosos que, por si fuera poco, viven en las mismas habitaciones del hostal convirtiéndose en una especie de "okupas".

## Reparto
- Lolita Flores: Julia
- Juan Fernández: Pedro
- María Barranco: Alma
- Iñaki Miramón: Luis
- Luisa Martín: Carmen
- Iván Sánchez: Javier
- Mabel Lozano: Patricia
- Àlex Casademunt: Yago
- Marian Álvarez: Paloma
- Francisco Barba: Isma
- Maite Blasco: Doña Leonor
- Sandra Blázquez: Eva
- Martin Czehmester: Pavel
- Emilio Laguna: Agustín
- José Luis Martínez: Ramiro
- Francisco Merino: Genaro
- Marco Siebel: Toño
- Miguel Ángel Valcárcel: Richard
- Miguel de Miguel: Raúl
- Pepe Ruiz: Avelino
- Marisa Porcel: Pepa
- Alfredo Cernuda: Roberto
- Silvia Gambino: Marina

## Episodios y audiencias
| Temporada | Temporada | Episodios | Estreno                  | Final                   | Audiencia media | Audiencia media | Audiencia media |
| Temporada | Temporada | Episodios | Estreno                  | Final                   | Espectadores    | Cuota           |                 |
| --------- | --------- | --------- | ------------------------ | ----------------------- | --------------- | --------------- | --------------- |
|           | 1         | 49        | 24 de mayo de 2004       | 30 de julio de 2004     | 1 914 000       | 16,9%           |                 |
|           | 2         | 60        | 13 de septiembre de 2004 | 13 de diciembre de 2004 | 1 754 000       | 16,2%           |                 |
| Total     | Total     | 109       | 2004                     | 2004                    | 1 834 000       | 16,5%           |                 |

### Primera temporada (2004)
| Programas emitidos | Programas emitidos           | Programas emitidos  |                   |
| N.º                | Título                       | Fecha de emisión    | Audiencia         |
| ------------------ | ---------------------------- | ------------------- | ----------------- |
| 1                  | Se acabó el cuento           | 24 de mayo de 2004  | 2 031 000 (16,3%) |
| 2                  | Mi amiga del alma            | 25 de mayo de 2004  | 2 024 000 (16,2%) |
| 3                  | A formar otra vez            | 26 de mayo de 2004  | 1 891 000 (15,3%) |
| 4                  | Chicas, al salón             | 27 de mayo de 2004  | 1 941 000 (17,1%) |
| 5                  | ¡Sálvese quién pueda!        | 28 de mayo de 2004  | 1 792 000 (15,5%) |
| 6                  | El bingo clandestino         | 31 de mayo de 2004  | 1 849 000 (15,8%) |
| 7                  | Fugitivos de la tercera edad | 1 de junio de 2004  | 1 785 000 (15,2%) |
| 8                  | Un golpe de suerte           | 2 de junio de 2004  | 1 941 000 (16,1%) |
| 9                  | Una situación embarazosa     | 3 de junio de 2004  | 1 941 000 (17,2%) |
| 10                 | La sirvienta asesina         | 4 de junio de 2004  | 1 726 000 (15,4%) |
| 11                 | Coge el dinero y corre       | 7 de junio de 2004  | 1 927 000 (16,3%) |
| 12                 | Un lío de faldas             | 8 de junio de 2004  | 1 788 000 (15,2%) |
| 13                 | Una proposición muy decente  | 9 de junio de 2004  | 1 958 000 (17,0%) |
| 14                 | Una buena obra               | 10 de junio de 2004 | 2 001 000 (17,4%) |
| 15                 | Coge las gafas y corre       | 11 de junio de 2004 | 2 097 000 (17,3%) |
| 16                 | Un régimen importante        | 14 de junio de 2004 | 2 072 000 (16,8%) |
| 17                 | Mi moto por un beso          | 15 de junio de 2004 | 1 983 000 (16,0%) |
| 18                 |                              | 16 de junio de 2004 | 1 922 000 (16,0%) |
| 19                 |                              | 17 de junio de 2004 | 1 954 000 (16,6%) |
| 20                 |                              | 18 de junio de 2004 | 2 051 000 (17,3%) |
| 21                 |                              | 21 de junio de 2004 | 1 938 000 (16,3%) |
| 22                 |                              | 22 de junio de 2004 | 2 150 000 (18,1%) |
| 23                 |                              | 23 de junio de 2004 | 1 985 000 (17,3%) |
| 24                 |                              | 24 de junio de 2004 | 1 916 000 (16,9%) |
| 25                 |                              | 25 de junio de 2004 | 2 182 000 (18,7%) |
| 26                 |                              | 28 de junio de 2004 | 1 847 000 (16,1%) |
| 27                 |                              | 29 de junio de 2004 | 1 955 000 (17,8%) |
| 28                 |                              | 30 de junio de 2004 | 1 914 000 (17,7%) |
| 29                 |                              | 1 de julio de 2004  | 1 914 000 (17,2%) |
| 30                 |                              | 2 de julio de 2004  | 1 834 000 (16,7%) |
| 31                 |                              | 5 de julio de 2004  | 1 790 000 (16,1%) |
| 32                 |                              | 6 de julio de 2004  | 1 841 000 (16,9%) |
| 33                 |                              | 7 de julio de 2004  | 1 855 000 (16,5%) |
| 34                 |                              | 8 de julio de 2004  | 1 711 000 (15,5%) |
| 35                 |                              | 9 de julio de 2004  | 1 911 000 (17,3%) |
| 36                 |                              | 12 de julio de 2004 | 1 903 000 (17,2%) |
| 37                 |                              | 13 de julio de 2004 | 1 842 000 (16,8%) |
| 38                 |                              | 14 de julio de 2004 | 1 977 000 (17,6%) |
| 39                 |                              | 15 de julio de 2004 | 2 067 000 (18,9%) |
| 40                 |                              | 16 de julio de 2004 | 1 982 000 (18,5%) |
| 41                 |                              | 19 de julio de 2004 | 2 224 000 (20,6%) |
| 42                 |                              | 20 de julio de 2004 | 1 797 000 (16,4%) |
| 43                 |                              | 21 de julio de 2004 | 2 077 000 (18,8%) |
| 44                 |                              | 22 de julio de 2004 | 1 864 000 (17,6%) |
| 45                 |                              | 26 de julio de 2004 | 1 724 000 (16,1%) |
| 46                 |                              | 27 de julio de 2004 | 1 690 000 (16,4%) |
| 47                 |                              | 28 de julio de 2004 | 1 766 000 (16,9%) |
| 48                 |                              | 29 de julio de 2004 | 1 665 000 (17,0%) |
| 49                 |                              | 30 de julio de 2004 | 1 808 000 (17,8%) |

### Segunda temporada (2004)
| Programas emitidos | Programas emitidos       | Programas emitidos |
| N.º                | Fecha de emisión         | Audiencia          |
| ------------------ | ------------------------ | ------------------ |
| 1                  | 10 de septiembre de 2004 | 1 904 000 (17,5%)  |
| 2                  | 13 de septiembre de 2004 | 2 077 000 (17,9%)  |
| 3                  | 14 de septiembre de 2004 | 2 100 000 (18,2%)  |
| 4                  | 15 de septiembre de 2004 | 1 711 000 (15,1%)  |
| 5                  | 16 de septiembre de 2004 | 2 038 000 (18,3%)  |
| 6                  | 17 de septiembre de 2004 | 2 088 000 (18,6%)  |
| 7                  | 20 de septiembre de 2004 | 1 871 000 (16,3%)  |
| 8                  | 21 de septiembre de 2004 | 2 149 000 (18,4%)  |
| 9                  | 22 de septiembre de 2004 | 1 993 000 (17,2%)  |
| 10                 | 23 de septiembre de 2004 | 2 023 000 (17,7%)  |
| 11                 | 24 de septiembre de 2004 | 2 136 000 (18,5%)  |
| 12                 | 27 de septiembre de 2004 | 1 915 000 (17,0%)  |
| 13                 | 28 de septiembre de 2004 | 1 880 000 (16,8%)  |
| 14                 | 29 de septiembre de 2004 | 2 252 000 (20,1%)  |
| 15                 | 30 de septiembre de 2004 | 2 002 000 (18,2%)  |
| 16                 | 1 de octubre de 2004     | 1 834 000 (16,9%)  |
| 17                 | 4 de octubre de 2004     | 1 779 000 (16,7%)  |
| 18                 | 5 de octubre de 2004     | 1 908 000 (18,0%)  |
| 19                 | 6 de octubre de 2004     | 1 817 000 (16,7%)  |
| 20                 | 7 de octubre de 2004     | 1 724 000 (16,3%)  |
| 21                 | 8 de octubre de 2004     | 1 808 000 (16,7%)  |
| 22                 | 11 de octubre de 2004    | 1 708 000 (16,0%)  |
| 23                 | 13 de octubre de 2004    | 1 852 000 (17,7%)  |
| 24                 | 14 de octubre de 2004    | 1 875 000 (17,6%)  |
| 25                 | 15 de octubre de 2004    | 1 639 000 (15,2%)  |
| 26                 | 18 de octubre de 2004    | 1 588 000 (18,3%)  |
| 27                 | 19 de octubre de 2004    | 1 719 000 (16,4%)  |
| 28                 | 20 de octubre de 2004    | 1 909 000 (17,1%)  |
| 29                 | 21 de octubre de 2004    | 1 682 000 (16,1%)  |
| 30                 | 22 de octubre de 2004    | 2 006 000 (18,7%)  |
| 31                 | 25 de octubre de 2004    | 1 912 000 (17,0%)  |
| 32                 | 26 de octubre de 2004    | 1 665 000 (15,7%)  |
| 33                 | 27 de octubre de 2004    | 1 937 000 (17,0%)  |
| 34                 | 28 de octubre de 2004    | 1 622 000 (15,0%)  |
| 35                 | 29 de octubre de 2004    | 1 731 000 (15,6%)  |
| 36                 | 2 de noviembre de 2004   | 1 692 000 (16,3%)  |
| 37                 | 3 de noviembre de 2004   | 1 760 000 (16,4%)  |
| 38                 | 4 de noviembre de 2004   | 1 809 000 (16,8%)  |
| 39                 | 5 de noviembre de 2004   | 1 939 000 (17,0%)  |
| 40                 | 8 de noviembre de 2004   | 1 648 000 (14,1%)  |
| 41                 | 9 de noviembre de 2004   | 1 677 000 (15,0%)  |
| 42                 | 10 de noviembre de 2004  | 1 798 000 (16,6%)  |
| 43                 | 11 de noviembre de 2004  | 1 667 000 (15,2%)  |
| 44                 | 12 de noviembre de 2004  | 1 706 000 (15,3%)  |
| 45                 | 15 de noviembre de 2004  | 1 583 000 (14,5%)  |
| 46                 | 16 de noviembre de 2004  | 1 577 000 (14,9%)  |
| 47                 | 17 de noviembre de 2004  | 1 403 000 (17,1%)  |
| 48                 | 18 de noviembre de 2004  | 1 366 000 (13,2%)  |
| 49                 | 19 de noviembre de 2004  | 1 642 000 (14,8%)  |
| 50                 | 22 de noviembre de 2004  | 1 470 000 (13,4%)  |
| 51                 | 23 de noviembre de 2004  | 1 561 000 (15,0%)  |
| 52                 | 24 de noviembre de 2004  | 1 569 000 (15,3%)  |
| 53                 | 25 de noviembre de 2004  | 1 413 000 (14,1%)  |
| 54                 | 26 de noviembre de 2004  | 1 488 000 (14,1%)  |
| 55                 | 29 de noviembre de 2004  | 1 398 000 (12,0%)  |
| 56                 | 29 de noviembre de 2004  | 1 321 000 (13,4%)  |
| 57                 | 30 de noviembre de 2004  | 1 506 000 (15,0%)  |
| 58                 | 1 de diciembre de 2004   | 1 564 000 (14,2%)  |
| 59                 | 2 de diciembre de 2004   | 1 559 000 (13,9%)  |
| 60                 | 3 de diciembre de 2004   | 1 302 000 (12,5%)  |